# Xaydée Van Sinaey
Xaydée Van Sinaey (født 16. maj 2005) er en cykelrytter fra Belgien, der kører for Crelan-Corendon.